# Forcipomyia hardyi
Forcipomyia hardyi är en tvåvingeart som beskrevs av Wirth och Francis Gard Howarth 1982. Forcipomyia hardyi ingår i släktet Forcipomyia och familjen svidknott. Inga underarter finns listade i Catalogue of Life.